# Otto Hahn
Otto Hahn (Frankfurt na Majni, 8. ožujka 1879. – Göttingen, 28. srpnja 1968.), njemački kemičar i fizičar. Bio je profesor u Berlinu i ravnatelj berlinskog kemijskog instituta Kaiser Wilhelm. Istraživao je radioaktivnost: 1917. s Lisom Meitner otkrio je izotop radioaktivnog elementa protaktinija 231Pa, a s Fritzom Strassmannom otkrio je 1938. da se bombardiranjem neutronima uranijeva atomska jezgra cijepa na dvije lakše atomske jezgre. L. Meitner dala je tumačenje te nuklearne reakcije i nazvala ju nuklearna fisija. Na toj se reakciji osniva rad nuklearnih reaktora i djelovanje nuklearne bombe. Za otkriće nuklearne fisije teških jezgara 1944. je dobio Nobelovu nagradu za kemiju. Nakon Drugog svjetskog rata aktivno je sudjelovao u prosvjedima protiv daljnjega razvijanja i testiranja nuklearnog oružja.

## Nuklearna fisija
Kada se neutronom gađa atom litija, dolazi do pojedinačne transmutacije (pretvorbe) i na tome se sve prekida. Proces sam sebe ne podržava. Da izazovemo iduće pretvaranja, moramo ponovo gađati. Želimo li dakle praktično iskoristiti reakciju razbijanja jezgre i pri tom osloboditi nuklearnu energiju, mora se naći takav proces koji će sam sebe podržavati. Takav je na primjer slučaj kad hoćemo iskoristiti reakciju gorenja drveta. Komad drveta se zapali na jednom mjestu, i pošto je proces gorenja započeo, ne treba više držati šibicu jer se od zagrijavanja drveta na jednom mjestu pale i susjedni dijelovi. Proces gorenja se prenosi i širi sve dalje i dalje i podržava sam sebe. Jasno je da ne bismo mogli iskoristiti reakciju gorenja ako bismo svaki komadić drveta morali paliti posebnom šibicom. 
1939. su njemački fizičari O. Hahn i F. Strassmann, te I. Joliot-Curie i P. Savić u Francuskoj našli proces koji je sposoban održavati sam sebe i koji se razvija i teče kao lavina. Takav proces se zove nuklearna lančana reakcija. 
Bombardiranjem izotopa uranija-235 neutronima zbiva se ova pojava. Neutron koji je pogodio atomsku jezgru uranija ujedno je od jezgre apsorbiran i dolazi do procesa raspadanja kao u biologiji, to jest do diobe stanice. Takva je jezgra sada nestabilna i raspada se na dva jednaka dijela koji su potpuno drugi kemijski elementi, na primjer barij i kripton. Ovo cijepanje atomske jezgre na dva dijela zove se nuklearna fisija. Kod te lančane reakcije emitira se još nekoliko neutrona, od kojih svaki može ponovo izazvati diobu atomske jezgre na dva dijela. To nastaje kod svake diobe, te novi neutroni učestvuju u daljem procesu raspadanja (dezintegracije). Time se sam proces dalje razvija kao kod gorenja, odnosno eksplozije dinamita. Kod svakog tog raspadanja masa dobivenih produkata manja je od prijašnje mase zajedno s apsorbiranim neutronom. Dakle lančana reakcija je niz fisija, kod kojih jedna izaziva drugu.
No to se događa samo kod uranija atomske mase 235. Teškoća je i u tome što samo spori neutroni izazivaju lančanu reakciju. Da bismo usporili neutrone, puštemo ih kroz tvari male atomske mase koje ne upijaju neutrone. Atomi male atomske mase usporavaju neutrone zato što im neutroni predaju jedan dio svoje kinetičke energije, a ne odbijaju se od njih istom brzinom kao od atoma velike atomske mase. U tu svrhu služi teška voda i čisti grafit. Teška voda je spoj teškog vodika (deuterij) i kisika, a razlikuje se od obične vode u tome što vri kod 101,4 °C, a smrzava se kod 3,8 °C. Te tvari koje usporavaju neutrone zovu se moderatori ili usporivači neutrona. 
Osim toga za dobivanje lančanog procesa nije svejedno koliki će se komad uranija uzeti. Uzme li se manji komad, neutroni mogu izletjeti u vanjski prostor, a da na svojem putu ne sretnu druge uranijeve atomske jezgre. Da bi proces bio eksplozivan, to jest da bi nastala lavina, komad uranija ne smije biti manji od neke određene veličine. Ta najmanja masa kod koje se još zbiva lančani proces zove se kritična masa.